# Dynasty Warriors 2
 (octobre 2009).
Si vous disposez d'ouvrages ou d'articles de référence ou si vous connaissez des sites web de qualité traitant du thème abordé ici, merci de compléter l'article en donnant les références utiles à sa vérifiabilité et en les liant à la section « Notes et références ».
 (octobre 2009).
Dynasty Warriors 2 est un jeu vidéo de type hack 'n' slash sorti sur PlayStation 2 en 2000. Le jeu a été édité et développé par Koei et distribué en France par THQ. Il fait partie de la série des Dynasty Warriors.

## Trame

### Contexte
L'histoire se déroule lors de la guerre des trois royaumes tirée du roman des trois royaumes.
Trois grandes armées se battent pour prendre le contrôle de la Chine. Le SHU dirigé par Liu Bei, le WEI dirigé par Cao Cao, et le WU dirigé par Sun Jian.

### Personnages jouables
Wei :
- Xiahou Dun
- Dian Wei
- Xu Zhu
- Cao Cao
- Xiahou Yuan (nouveau personnage)
- Zhang Liao (nouveau personnage)
- Sima Yi (nouveau personnage)

Shu :
- Zhao Yun
- Guan Yu
- Zhang Fei
- Zhuge Liang
- Liu Bei (nouveau personnage)
- Ma Chao (nouveau personnage)
- Huang Zhong (nouveau personnage)
- Jiang Wei (nouveau personnage)

Wu :
- Zhou Yu
- Lu Xun
- Taishi Ci
- Sun Shangxiang
- Sun Jian (nouveau personnage)
- Sun Quan (nouveau personnage)
- Lu Meng (nouveau personnage)
- Gan Ning (nouveau personnage)

Autres :
- Diao Chan
- Lu Bu
- Dong Zhuo (nouveau personnage)
- Yuan Shao (nouveau personnage)
- Zhang Jiao (nouveau personnage)

## Système de jeu
Le jeu est un hack 'n' slash en 3D et en temps réel. Chacun des neuf personnages jouables possède une arme différente, et chacun dispose d'une compétence spéciale. Il est possible de parer et d'esquiver. Une attaque spéciale, l'attaque « musou », est disponible lorsque la jauge associée est remplie, et permet d'attaquer simultanément tous les ennemis à proximité. Il est possible de réaliser des combos aériens, d'étourdir les ennemis et d'enchainer plusieurs combos.
Les personnages peuvent également monter et attaquer à cheval.
Le jeu inclus quelques éléments de stratégie: certains ennemis disposent de la capacité d'appeler des renforts et d'autres, les généraux, maintiennent le moral des troupes ; ce sont donc des ennemis prioritaires. Au début de chaque niveau, il est possible de visualiser la carte de la zone, sur laquelle la position et le nombre des ennemis sont indiqués.

## Niveaux
Il y a 8 niveaux dans le jeu :
- Turbans jaunes (182)
- Bataille de la Porte de Hu Lao (191)
- Bataille de Guandu (200)
- Bataille de Changban (208)
- Bataille de Chi Bi (208)
- Bataille de He Fei (215)
- Bataille de Yiling (222)
- Bataille des plaines de Wuzhang (234)

## Accueil
Le jeu a été bien accueilli par la presse spécialisée.
- Famitsu : 31/40[3]
- GameSpot : 7,8/10[2]
- Jeuxvideo.com : 15/20[4]
- IGN : 7,9/10[1]